# Jacob Abbott
Pour les articles homonymes, voir Abbott.
Jacob Abbott, né le 14 novembre 1803 et décédé le 31 octobre 1879, est un écrivain américain.

## Biographie
Abbott est né à Hallowell dans le Maine, son père Jacob et sa mère Betsey Abbott. Il est diplômé du Bowdoin College en 1820, il étudie à Andover Theological Seminary de 1821 à 1824 ; il fut précepteur de 1824 à 1825, et de 1825 à 1829, professeur de mathématiques et de philosophie naturelle à l'Amherst College. En 1826, il a été autorisé à prêcher par l'Hampshire Association et a fondé l'école Mount Vernon pour jeunes filles à Boston en 1829, et a été le directeur entre 1829 à 1833. Il devient pasteur de l'église congrégationaliste Eliot (qu'il a fondée), à Roxbury entre 1834 à 1835. Il est aussi, avec ses frères, l'un des fondateurs, et entre 1843 à 1851, un des processeurs principaux de l'Institut d'Abbott, et entre 1845 à 1848 de l'école Mount Vernon à New York.
Il est un auteur prolifique, écrivait des fictions pour enfants, des histoires courtes, des biographies, des livres religieux pour le lecteur ordinaire, et quelques ouvrages de vulgarisation scientifique. 
Il est mort à Farmington, dans le Maine, où il avait passé une partie de son temps après 1839, et où son frère, Samuel Phillips Abbott, a fondé l'école. Il est le grand-père d'Eleanor Hallowell Abbott, elle aussi auteure de nouvelles et de littérature jeunesse.